# こちら、海の見える放送局
『こちら、海の見える放送局』（こちら、うみのみえるほうそうきょく）は、ラジオ関西で2015年4月1日から開始したワイド番組のレーベル枠。
これは、ラジオ関西で日中に放送されている曜日ごとのワイド番組を一つのレーベルにまとめたもので、それぞれの番組を維持しながら、内容を刷新した。
このレーベル名はラジオ関西のイメージソングであり、1972年から45年以上使用されている「海のみえる放送局」（歌唱：チューインガム）に由来しており、各曜日10時の時報明けにはこの曲の1番が流れる。「♪ランララ、ララララ〜」の歌い終わりに女性の声で「ラジオ関西。こちら、海の見える放送局。○曜日は・・・？」という固定のアナウンスが入った後に第1部が始まる。
2024年3月29日をもって終了。但し、火曜第1部に放送していた「谷五郎の笑って暮らそう」のみ、4月以降も日曜10:00 - 11:35へ枠移動して継続される。 

## 放送時間
全て平日の放送。
- 10:00 - 13:00（第1部）、13:37 - 15:00（第2部）：放送開始 - 2019年9月
- 10:00 - 13:00（第1部）、13:30 - 15:00（第2部）：2019年10月 - 2020年3月
- 10:00 - 13:00（第1部）、13:37 - 15:00（第2部）：2020年3月 -

## 2015年スタート時点の番組編成
- 月曜：「谷五郎のこころにきくラジオ」・谷五郎 / 山中直子→ケーちゃん（枠編入以前は月曜 - 木曜 13:00 - 16:00）
- 火曜：「桂春蝶のバタフライエフェクト」・桂春蝶 / 塩田えみ（枠編入以前は月曜・火曜 9:00 - 12:54）
- 水曜：「ばんばひろふみ!ラジオ・DE・しょー!」・ばんばひろふみ / 増井孝子 / 露の吉次（枠編入以前は金曜 9:00 - 11:45）
- 木曜：「羽川英樹ハッスル!」・羽川英樹 / 大森くみこ（枠編入以前は水曜・木曜 9:00 - 12:54）
- 金曜：
  - 第1部「寺谷一紀のまいど!まいど!」（10:00 - 11:45）・寺谷一紀 / 中橋舞→吉川亜樹（枠編入以前は土曜 8:00 - 10:00）
  - 第2部「原田伸郎 のびのび金ようび」（13:00 - 16:00）・原田伸郎 / さわともか→久米村直子（枠編入以前は金曜 13:00 - 16:00）

## 2019年春改編
放送開始の2015年から長らく改編が行われなかったが、2019年4月改編（4月1日より）で番組を一部刷新した。内容としては、
- 平日 10:00 - 13:00と13:37 - 15:00に分割し、一部の番組の放送時間を短縮。13:37 - 15:00は「Playlist of Harborland」（プレイリスト・オブ・ハーバーランド）とし、10:00 - 13:00の女性アシスタントが全員日替わりでパーソナリティを担当（後述）。
- 「谷五郎のこころにきくラジオ」（月）、「（桂春蝶の）バタフライエフェクト」（火）については放送終了[注 1]。
- 「谷五郎の笑って暮らそう」は改編前は土曜 8:00 - 10:00の番組で、火曜に移動して放送時間を拡大。
- 「寺谷一紀のまいど!まいど!」（金・第1部）は放送時間を金曜 7:00 - 9:54へ移動。
- 「原田伸郎 のびのび金ようび」（金・第2部）は放送開始を10:00に繰り上げ、「谷五郎の笑って暮らそう」（土曜 8:00 - 10:00）を火曜 10:00へ編入。
- 月曜 10:00に、クマガイタツロウ（ワタナベフラワー）をメインパーソナリティとする「週明けクマチャンネル」を放送開始。

### 改編後の放送体制
第1部 10：00 - 13：00
- 月曜：「週明けクマチャンネル」・クマガイタツロウ / 塩田えみ
- 火曜：「谷五郎の笑って暮らそう」・谷五郎 / 田名部真理
- 水曜：「ばんばひろふみ!ラジオ・DE・しょー!」・ばんばひろふみ / 増井孝子 / 露の吉次
- 木曜：「羽川英樹ハッスル!」・羽川英樹 / 大森くみこ
- 金曜：「原田伸郎 のびのび金ようび」・原田伸郎 / 久米村直子

中断 13：00 - 13：30
- 13:00：正木明の地球にいいこと（月）
- 13:00：アンドロイドの兵庫五国連邦（火）（2020年3月まで）→高橋真也の令和水戸黄門ラジオ漫遊記（2020年4月 - ）に切替。
- 13:00：ひでさんの健康ライフ（水）（7月まで）→ 8月から宮澤ミシェル・サッカー倶楽部に切替。
- 13:00：こんにちは ツキムラです。（木）
- 13:00：谷五郎のこんにちわ ふぁ～みん（金） - 12:40から移動
- 13:20：加西の町からこんにちは（金） - 12:35から移動、2020年5月に終了。
- 13:25：情熱ラジオ（平日） - 12:30から移動。

第2部 13：30 - 15：00
- 「Playlist of Harborland」 - 2019年10月改編で7分拡大。

2019年9月まで13:30 - 13:37で放送されていた「ラジオ関西ニュース・天気・交通情報」を取りやめて放送時間を拡大し、オープニングトークの後に「交通情報」のみを放送する形態に変更。

## 2020年春改編
12時台の「ラジオ関西ニュース」が、2020年3月30日から文化放送制作の「ランチタイム ニュース」のネット受けに変更された。
13:30 - 13:37に「ラジオ関西ニュース・天気・交通情報」を再開し、「Playlist of Harborland」は7分短縮して継続。

## 2021年秋改編
月曜日の『週明けクマチャンネル』が2021年9月27日の放送を以て終了。その後継番組として『笑福亭鉄瓶のまんてんラジオ』が、10月4日から開始。パーソナリティは落語家の笑福亭鉄瓶が務め、アシスタントは『クマチャンネル』から引き続き塩田えみが務める。

## Playlist of Harborland
Playlist of Harborland（プレイリスト・オブ・ハーバーランド）は2019年4月1日より新設された。
同年3月まで10時から5時間縦長に放送されてきた番組を3時間に再編。13時台前半の箱番組（自社制作、制作会社含む）を挟んでスタートする。
番組は第1部でアシスタントを担当した女性パーソナリティがそのまま担当し、曜日ごとに様々なジャンルの曲をハーバーランドから届ける。
曜日ごとのパーソナリティと担当曲
- 月曜：塩田えみ - J-POP
- 火曜：田名部真理 - 歌謡曲
- 水曜：増井孝子 - フォーク&ニューミュージック
- 木曜：大森くみこ - 映画音楽
- 金曜：久米村直子 - 80’S～最新洋楽HITS

放送時間の変遷
- 13:37 - 15:00 - 2019年4月1日 - 2019年9月、2020年4月 - 
  - 13:30から「ラジオ関西ニュース・天気情報・交通情報」を放送したため。一旦取りやめにしたが2020年4月よりニュースを復活させて、交通情報も番組の前座へ復した。内容によって開始時間は若干前後する
- 13:30 - 15:00 - 2019年10月 - 2020年3月
  - 13:30からの「ラジオ関西ニュース・天気情報・交通情報」を放送をとりやめて放送時間を拡大。オープニングトークのあとに交通情報。